# Газопереробний завод Оаонуї
Газопереробний завод Оаонуї — інфраструктурний об'єкт газової промисловості на Північному острові Нової Зеландії.
Завод спорудили в межах проєкту розробки найбільшого в історії Нової Зеландії родовища Мауї, видобуток з якого почали в 1979 році. Продукція з розташованих у Тасмановому морі платформ надходить по трубопровідній системі (газопровід + конденсатопровід) Мауї — Оаонуї, максимальна пропускна здатність якої по газу становить 17 млн м3 на добу.
Газопереробний майданчик Оаонуї у підсумку отримав:
- три лінії підготовки газу, призначених для вилучення води та суміші гомологів метану;
- не менше двох (в одному з дрежел зазначено — 2,5) ліній фракціонування гомологів метану, внаслідок чого отримують зріджений нафтовий газ (пропан-бутанова фракція та/або окремі фракції пропану та бутану) і конденсат;
- лінія виділення з конденсату широкого спектра (як отриманого по офшорному конденсатопроводу, так і виділеного на лініях фракціонування) фракції naphtha — суміші рідких вуглеводнів, що оптимізована для потреб нафтохімічної промисловості (установки парового крекінгу);
- сховище зрідженого нафтового газу (ЗНГ) ємністю 2300 тонн;
- сховище конденсату та naphtha ємністю 12 000 тонн.
Станом на 2013 рік через падіння видобутку на Мауї дві лінії підготовки газу та одна лінія фракціонування були виведені з експлуатації та призначені на продаж чи злам. На цей момент потужність ГПЗ по прийому становила 6,5 млн м3 газу та 2250 м3 нестабілізованого конденсату на добу, а секція фракціонування могла виділяти 500 м3 ЗНГ на добу.
Видачу товарного газу організували по газопроводу Мауї. Naphtha та конденсат відправляються по спеціалізованому трубопроводу Оаонуї – Нью-Плімут. ЗНГ може вивозитись автоцистернами (станом на 2013-й до 150 тонн на добу) або перекачуватись по спеціалізованому трубопроводу до все того ж Нью-Плімуту.